# Carcellia pilosa
Carcellia pilosa là một loài ruồi trong họ Tachinidae.